# سونة (تريم)

تعديل مصدري - تعديل

سونة هي إحدى قرى عزلة تريم بمديرية تريم التابعة لمحافظة حضرموت، بلغ تعداد سكانها 179 نسمة حسب تعداد اليمن لعام 2004.